# یواس‌اس کمستوک (ال‌اس‌دی-۴۵)
یواس‌اس کمستوک (ال‌اس‌دی-۴۵) (به انگلیسی: USS Comstock (LSD-45)) یک کشتی است که طول آن ۶۰۹ فوت (۱۸۶ متر) می‌باشد. این کشتی در سال ۱۹۸۸ ساخته شد.